# Kenneth Connor
Kenneth Connor, född 6 juni 1918 i Highbury i London, död 28 november 1993 i South Harrow i London, var en brittisk skådespelare. Connor gjorde bland annat rollen som Monsieur Alfonse i komediserien 'Allå, 'allå, 'emliga armén. Han medverkade också i 17 av totalt 31 så kallade Carry On-filmer, däribland Nu tar vi Cleopatra (1964) och Kom igen Henry (1971).

## Filmografi i urval
- 1955 – Ladykillers
- 1959 – Nu tar vi magistern
- 1960 – Nu tar vi polisen
- 1960 – Malaj till sjöss
- 1961 – Nu tar vi på oss allt
- 1961 – Ååh, en sån skräcknatt
- 1962 – Nu tar vi till sjöss!
- 1963 – Nu tar vi taxin
- 1964 – Nu tar vi Cleopatra
- 1971 – Kom igen Henry
- 1975 – Nu tar vi romarna
- 1976 – Nu tar vi England!
- 1978 – Carry on Emmannuelle
- 1984–1992 – 'Allå, 'allå, 'emliga armén (TV-serie)
- 1986–1988 – Hi-de-Hi! (TV-serie)
- 1987 – Svarte Orm
- 1994 – The Memoirs of Sherlock Holmes (TV-serie)